# Ulrico II de Frisia Oriental
Ulrico II de Frisia Oriental (en alemán, Ulrich II. von Ostfriesland; Aurich, 6 de julio de 1605-ibidem, 1 de noviembre de 1648) fue conde de Frisia Oriental desde 1628 hasta su muerte. Fue el cuarto vástago y el tercer hijo varón de Enno III, conde de Frisia Oriental, y de su segunda esposa, Ana de Holstein-Gottorp. Heredó Frisia Oriental después de la inesperada muerte de su hermano, Rodolfo Cristián, el 17 de abril de 1628. Reinó durante la guerra de los Treinta Años. Frisia Oriental no participó en la guerra, pero el general Ernesto de Mansfeld acuarteló a sus tropas, causando gran angustia. La única excepción fue Emden. Debido a la muralla de la ciudad recientemente terminada, la ciudad de Emden estaba protegida contra las tropas extranjeras.

## Biografía
Los historiadores tienden a tener una visión negativa de Ulrico II. Su hermano, Rodolfo Cristián, murió inesperadamente, por una puñalada en su ojo izquierdo durante una discusión con un teniente en el ejército del general Matthias Gallas, acuartelado en el castillo de Berum (Hage). Aceptó el cargo de conde de Frisia Oriental solo de mala gana. Se decía que prefería disfrutar de la ciudad, obteniendo un gran placer del alcohol y las comidas bien preparadas. Frente a las tropas extranjeras acuarteladas en Frisia Oriental durante la guerra de los Treinta Años, fue bastante pasivo y dejó que sus cancilleres, Wiarda y Bobart, administraran el país. Incluso fue tan lejos como para construir un pequeño palacio, el Julianenburgen Sandhorst, para su esposa Juliana, en medio de la guerra, mientras que la población sufría mucho. Sin embargo, también tomó algunas decisiones importantes. Alquiló pantanos alrededor de Timmel en 1633; esto se considera como el punto de partida del cultivo de fen, que condujo a la creación de Großefehn. También fundó escuelas latinas, el gimnasio Ulrichs en Norden en 1631 y el Gymnasium Ulricianum en Aurich en 1646. Todavía existen y llevan su nombre hoy.
Murió el 1 de noviembre de 1648. Después de su muerte, su viuda Juliana se hizo cargo de la regencia porque sus hijos aún eran menores de edad.

## Hijos
Tuvo 3 hijos con su esposa:
- Enno Luis (29 de octubre de 1632-4 de abril de 1660), desposó el  7 de noviembre de 1656 a Justina Sofía de Barby (14 de abril de 1636-12 de agosto de 1677).
- Jorge Cristián (6 de febrero de 1634-6 de junio de 1665), desposó el 10 de mayo de 1662 a Cristina Carlota de Wurtemberg (21 de octubre de 1645-16 de mayo de 1699).
- Edzard Fernando (12 de julio de 1636-1 de enero de 1668), desposó el 22 de julio de 1665 a Ana Dorotea de Criechingen (fallecida el 20 de mayo de 1705).

Después de su muerte, su viuda Juliana se hizo cargo del gobierno de tutela debido a la minoría de sus hijos.
| Predecesor: Rodolfo Cristián | Conde de Frisia Oriental 1628-1648 | Sucesor: Juliana de Hesse-Darmstadt (como regente) |

- Datos: Q541801
- Multimedia: Ulrich II, Count of East Frisia / Q541801